# Гърчище
Гърчище или Гърчища (на македонска литературна норма: Грчиште) е село в община Валандово, Северна Македония.

## География
Намира се северно от град Валандово на левия бряг на Вардар.

## История

### Етимология
Според академик Иван Дуриданов етимологията на името е от първоначалния патроним * Грьчишти < -itji от прозвището Грькъ.
Според Йордан Заимов името произхожда от личното име * Гърчо или * Гърдчо. Според Дуриданов това е малко вероятно.

### В Османската империя
В края на XIX век Гърчище е българско село в Тиквешка каза на Османската империя. Църквата „Свети Архангел Михаил“ е от 1849 година. На два километра южно от селото, в местността Долни лозя, край пътя за Гявато и Богданци, се намират развалините на манастирската църква „Св. св. Петър и Павел“.
Според статистиката на Васил Кънчов („Македония. Етнография и статистика“) в 1900 година Гърчища има 500 жители българи християни.
В селото в 1895 – 1896 година е основан комитет на ВМОРО. На 18 ноември 1899 година Андон Кьосето, Михаил Апостолов, Атанас Бабата и Душо Желев убиват гъркоманския свещеник в селото Дельо Николов Юрганджиев, като отявлен враг на българщината.
След Илинденското въстание в 1904 година цялото село минава под върховенството на Българската екзархия. Според секретаря на екзархията Димитър Мишев („La Macédoine et sa Population Chrétienne“) в 1905 година в Гърчище (Gartchichte) има 680 българи екзархисти и в селото работи българско училище.
При избухването на Балканската война в 1912 година осем души от Гърчище са доброволци в Македоно-одринското опълчение.

### В Сърбия, Югославия и Северна Македония
След Междусъюзническата война в 1913 година селото попада в Сърбия. Сръбските власти прекръщават селото на Кралево (Краљево).
Преброявания
В Гърчище има 66 домакинства в 2002 година, като жителите му, според преброяванията, са:
- 1994 – 285
- 2002 – 255

## Личности
Родени в Гърчище
- Андрей Мицев Караманов (1883 – ?), български революционер, деец на ВМОРО
- Атанас Таборов и синът му Панде, български революционери, дейци на ВМОРО[6]
- Димо Попмицов (Дине, 1889 – ?), македоно-одрински опълченец, четата на Коста Христов Попето, четата на Ичко Димитров, 4 рота на 14 воденска дружина[13]
- Иван Андонов Ангов, македоно-одрински опълченец, 29 (30)-годишен, четата на Ичко Димитров, 3 рота на 13 кукушка дружина[14]
- Илия К. Трайков (1884 – ?), македоно-одрински опълченец, 3 рота на 13 кукушка дружина[15]
- Илия Николов (Колев, 1882/1883 – ?), македоно-одрински опълченец, четата на Ичко Димитров, четата на Коста Христов Попето[16]
- Каме Димитров Парцаков, български революционер, деец на ВМОРО[6]
- Леонид Стойков - Гърчищки (1883 или 1890 – 1923), български революционер, македоно-одрински опълченец
- Пено Гърчишки, български революционер, деец на ВМРО[17]
- Толе и Атанас Пемпови, български революционери, дейци на ВМОРО[6]
- Христо Андонов Ушинов (1887 – 1928), деец на ВМОРО, македоно-одрински опълченец, гевгелийски и дойрански войвода на ВМРО
- Христо Атанасов Таборов, български революционер, деец на ВМОРО[18]
- Христо Митрев, македоно-одрински опълченец, четата на Ичко Димитров[19]
- Христо Трайков Даскалов, български революционер, деец на ВМОРО[6]